# 10129 Fole
10129 Fole este un asteroid din centura principală, descoperit pe 19 martie 1993, de UESAC.